# Genlock
Genlock (eng. složenica od generator lock) je tehnika je gdje se video izlaz iz jednog izvora ili specifičnog referentnog signala koristi za sinkronizaciju slike drugog video izlaza u jednu sliku.  Cilj genlocka kod video i digitalnih audio aplikacija je da se osigura spajanje signala u određeno vrijeme kod mjesta gdje se spajaju ili miješaju signali. Kada su video instrumenti sinkronizirani na ovaj način, tada se oni zovu generator-locked ili genlocked signali.